# Tống Cung Đế
Tống Cung Đế (chữ Hán: 宋恭帝, 2 tháng 11 năm 1271 - tháng 5 năm 1323), hay còn gọi là Doanh Quốc công, Tống Đế Hiển (宋帝㬎), tên thật là Triệu Hiển (趙㬎), là vị hoàng đế thứ 16 của triều đại nhà Tống trong lịch sử Trung Quốc. Ông nối ngôi sau cái chết của cha Tống Độ Tông vào năm 1274. Trong thời gian Cung Đế trị vì, triều đại nhà Tống luôn bị điên đảo trước cuộc xâm lược mạnh mẽ của binh đoàn Mông - Nguyên. Lúc này, đội quân Mông Cổ đã vượt qua dòng sông Dương Tử (Trường Giang), và trên đường tiến chiếm lấy vùng Hàng Châu. Bị giặc ép buộc phải đầu hàng, Thái hoàng Thái hậu nhà Nam Tống phải buộc sang chầu Mông - Nguyên. Sau đó, tuy chính quyền Nam Tống ra sức tìm cách kháng Nguyên, nhưng trước thế mạnh đối phương, Tống Cung Đế bị bắt.
Sau khi bị bắt, đối phương không giết ông, mà giáng phong ông làm Doanh quốc công, và đến năm 1289, Khả hãn Mông Cổ là Hốt Tất Liệt (Khubilai Khan, sau này là Nguyên Thế Tổ, chiếm trọn Trung Hoa) đưa Tống Cung Đế đến sống ở miền Tây Tạng, bắt ông phải cắt tóc đi tu. Trong thời gian làm nhà sư, Cung Đế đã có nhiều đóng góp to lớn với Phật giáo Trung Quốc, đặc biệt trong nửa cuộc đời còn lại của mình, ông chuyên tâm vào con đường dịch sách kinh của Phật giáo Tây Tạng thành tiếng Hoa để truyền bá cho dân tộc Trung Hoa về những giáo lý mới trong Phật giáo Lạt Ma Tây Tạng.
Nhưng, ông không bao giờ quên mình là Hoàng đế của Nam Tống, bản thân ông căm thù Mông Cổ, nhưng bất lực, nên ông tiêu khiển bằng cách làm thơ. Các bài thơ của ông thể hiện sự ước ao yên bình cho triều đại Nam Tống của mình, thể hiện ý chí căm thù Mông Nguyên, quyết không phục họ; cũng vì vậy, mà bài thơ này đã chọc tức đến Hoàng đế Mông Nguyên. Hậu quả là cái chết đã giáng xuống đầu ông vào năm 1323, lúc ông 53 tuổi.

## Trước khi lên ngôi
Triệu Hiển là con trai thứ của Tống Độ Tông Triệu Kì, mẹ ông là hoàng hậu Toàn thị. Trên ông còn có một người anh là Triệu Thị do Dương thục phi hạ sinh. Ông chào đời tại đại nội kinh thành Lâm An vào ngày Kỉ Sửu tháng 9 ÂL năm Hàm Thuần thứ 7 (2 tháng 11 năm 1271) thời Tống Độ Tông. Tháng 11 ÂL năm thứ 9 (1273), được nhận chức Tả Vệ thượng tướng quân, tước Gia quốc công.
Ngày Quý Mùi tháng 7 ÂL năm thứ 10 (12 tháng 8 năm 1274), Độ Tông băng hà ở điện Gia Phúc. Quyền thần Giả Tự Đạo vào cung bàn chuyện lập vua mới. Quần thần đề nghị lập hoàng tử trưởng là Kiến Quốc công Triệu thị, nhưng Giả Tự Đạo muốn lập vua nhỏ tuổi để dễ khống chế, bèn lấy lý do lập đích tử, tôn Gia quốc công lên ngôi. Năm đó Triệu Hiển mới 4 tuổi, hoàng thái hậu Tạ thị lâm triều xưng chế.

## Hoàng đế Nam Tống

### Sự thất thế của Giả Tự Đạo
Ngày Giáp Thân (13 tháng 8), Tạ thái hậu phong vương cho các con của Độ Tông; Triệu Thị làm Cát vương; Triệu Bính làm Tín vương. Ngày Bính Tuất (15 tháng 8), tôn Tạ thái hậu là thái hoàng thái hậu, Toàn hoàng hậu trở thành hoàng thái hậu.
Lúc này thì Tương Dương, Phàn Thành đã thất thủ, Lưỡng Hoài hầu như bị quân Nguyên kiểm soát. Nguyên Thế Tổ lấy cớ Giả Tự Đạo bội ước, cử Bá Nhan thống chế các lộ binh mã gồm 20 vạn quân, có hàng tướng Lưu Chỉnh và Lã Văn Hoán dẫn đường; tiến xuống phía nam. Tháng 9 ÂL năm đó, Bá Nhan hội quân ở Tương Dương, chia quân ba đạo vượt sông. Triều Tống bại hết trận này đến trận khác, sĩ khí sút kém hẳn.
Tháng 11 ÂL, triều Tống lấy Vương Dược, Chương Giám làm Tả Hữu thừa tướng; đó đều là quyết định của Giả Tự Đạo. Lúc này thì quân Nguyên chiếm Sa Dương, Tân Thành, Vân An, La Củng, Cao Dương, nhiều tướng tuẫn tiết. Bá Nhan tiến chiếm Phúc châu, Hạ Quý và Vương Đạt chỉ cầm chân họ được nhất thời. Nhưng vận số của triều Tống đã hết, không thể chống giữ được bao lâu. Tháng 12 ÂL, Bá Nhan đưa quân từ Hán Khẩu, đánh bại quân Tống rồi đóng 10 vạn quân kị ở Giang Bắc, lại sai A Lý Hải Nhai cùng Trương Hoằng Phạm tiến đánh Dương La Bảo, giết Vương Đạt; sau đó A Thuật dẫn đại quân vượt Trường Giang. Bá Nhan chuẩn bị lấy Kinh Hồ còn mình và A Thuật đưa quân thẳng tiến vào Lâm An. Cả thành Lâm An chấn động. Triều đình lo sợ, ba thái học sinh cùng đa số quần thân liên danh đề nghị sư tướng đốc quân. Giả Tự Đạo bị thúc ép, đành phải chấp nhận. Thái hậu hạ chiếu cho Giả Tự Đạo, Tôn Hổ Thần dẫn quân, mở kho lấy 10 vạn lạng vàng, 50 vạn lạng bạc, 1000 vạn tiến chuyển sang kho đô đốc để tiện sử dụng; lại hạ lệnh thiên hạ cần vương. Sau đó lấy Cao Đạt làm Hồ Bắc chế trí sứ. Lúc này Hoàng châu và Kì chầu đã đầu hàng người Nguyên.
Đầu năm 1275, thành Giang châu thất thủ, Phạm Văn Hổ ở An Khánh quân hàng giặc. Giả Tự Đạo nấn ná chưa dám ra trận; đến lúc Lưu Chỉnh chết, Tự Đạo nghĩ quân Nguyên không còn người dẫn đường bèn ra quân đánh giặc. Tập trung 13 vạn tinh binh cùng lên đường, có sự trợ giúp của Hạ Quý và Uông Lập Tín. Tự Đạo sau đó cử Tống Kinh đến doanh trại quân Nguyên xin xưng thần, triều cống nhưng Bá Nhan không cho.
Sau đó quân Nguyên tiếp tục tiến quân, vây khốn Trì châu, tướng Triệu Mão tuẫn tiết. Giả Tự Đạo sai Hạ Quý, Tôn Hổ Thần đi trước, còn mình ở phía sau. Tôn Hổ Thần ra trận thất lợi, Hạ Quý ngồi nhìn không cứu. Quân Tống bị đại bác bắn phá ác liệt, bị rối loạn và thảm bại. Giả Tự Đạo cũng thu quân, giữa đường bị quân Nguyên đuổi riết, thương vong vô số. Tự Đạo bèn cùng Tôn Hổ Thần lui về Dương châu, cho treo cờ triệu tập ba quân mà chả ai thèm đến. Quân Nguyên đánh vào Nhiêu châu, Lâm Giang, Trấn Giang, Ninh Quốc, Long Hưng, Giang Âm, các châu Thái Bình, Hòa châu lần lượt bị mất.
Giả Tự Đạo dâng sớ xin dời đô, thái hoàng thái hậu không theo, đến tháng 3 ÂL Hàn Chấn cũng dâng biểu, thái hoàng thái hậu mới triệu tập quần thần bàn định. Tể tướng Vương Dược muốn cố thủ, Hàn Chấn phản đối và bỏ đi. Khi đó có thái học sinh dâng biểu xin tử thủ Lâm An, việc dời đô mới phải hoãn lại. Lúc này chư lộ vẫn bất động chờ thời, không dám đưa quân cần vương, chỉ có Lý Đình Chi, Trương Thế Kiệt, Văn Thiên Trường, Lý Phất đem quân về cứu. Thế Kiệt đưa quân lấy lại Nhiêu châu thì Trần Nghi Trung nghi ngờ Thế Kiệt nên dời ông tới điều khiển tân quân. Hữu thừa tướng Chương Giám bỏ trốn, triều đình lấy Trần Nghi Trung tri Xu mật viện sự.
Quân Nguyên nhanh chóng chiếm được Đông Kinh Kiến Khang. Uông Lập Tín lui về Cao Bưu tính kế giữ Giang Hán, nhưng gần hết các châu Giang Hán lúc này đã hàng Nguyên. Bá Nhan chiếm được Kiến Khang và chiêu hàng được Quảng Đức quân, Từ châu, Ninh Quốc, Hàng Hưng, Hòa châu, Vô Vi quân, Liên châu, Thường châu, phủ Bình Giang. Lúc này Giả Tự Đạo bí thế, đã phải xin trả lại ấn tín. Trần Nghi Trung tưởng Tự Đạo đã chết nên dâng sớ kể tội. Thái hoàng thái hậu miễn chức Bình chương chính sự của Tự Đạo, giáng Lễ Toàn quan sứ. Mọi việc làm hại dân của Tự Đạo trước kia đều xóa bỏ, ruộng trả về điền chủ.
Triều đình dùng Vương Dược, Trần Nghi Trung là Tả, Hữu thừa tướng.Thị ngự sử Trần Quá, giám sát ngự sử Phan Văn Khanh... xin giết Giả Tự Đạo và trị tội đám bè đảng. Thái hoàng thái hậu cho giam Ông Ứng Long vào ngục rồi đánh trượng đày ra Cát Dương quân, bãi chức Oánh Trung, Vương Đình, Lưu Lương Quý, Trần Bá Đại, Du Vấn, Chu Tuấn, Đổng Phác..., phóng thích những người bị Tự Đạo hãm hại, phục quan chức cho Ngô Tiềm và Hướng Sĩ Bích. Lại sai người đến chỗ Lã Văn Phúc lệnh đem quân về bảo vệ Lâm An, Văn Phúc chém sứ giả, không nhận lệnh, sau đó hàng Nguyên. Quân Nguyên đã tới rất gần, toàn thành Lâm An được đặt trong tình trạng giới nghiêm, các đại thần lần lượt bỏ trốn. Thái hoàng thái hậu thấy vậy, tự tay viết chiếu răn đe nhưng tình trạng quan lại bỏ trốn cũng không sao ngăn cấm được. Triều đình lại phải hạ lệnh xá miễn cho những tướng đã hàng giặc, ra điều kiện nếu ai thu phục lại được 1 châu sẽ cho làm tri châu, thu phục lại 1 huyện cho làm tri huyện, sở bộ liêu lại và tướng sĩ, thổ hào theo giúp đều có thưởng, nhưng chẳng ai hưởng ứng. Quân Nguyên nhanh chóng chiếm được Lạc châu, Trừ châu, Chân châu, phủ Ninh Quốc, Quảng Đức quân và cả phủ Giang Lăng.
Vào tháng 7 ÂL, thai gian thị thần và ba thái học sinh xin giết Giả Tự Đạo, thái hoàng thái hậu không theo. Tự Đạo dâng biểu xin bảo toàn tính mạng và đổ tội cho Hạ Quý, Tôn Hổ Thần. Triều đình bắt Giả Tự Đạo phải về đất Việt chịu tang mẹ, Tự Đạo nấn ná ở Dương châu không đi. Vương Dược dâng sớ kể tội Tự Đạo bất trung bất hiếu; thái hoàng thái hậu hạ lệnh giáng Tự Đạo ba cấp quan, đày ra Vụ châu rồi phủ Kiến Ninh. Triều đình lại hạ lệnh chém đầu Ông Ứng Long, đày Vương Đình, Oánh Trung ra Lĩnh Nam. Lại giáng Tự Đạo làm Cao châu Đoàn luyện sứ, phát vãng ra Tuần châu, tịch biên gia sản. Phúc vương Dữ Nhuế vốn oán Tự Đạo, nên sai Trịnh Hổ Thần làm giám áp ban lo việc áp giải rồi thừa cơ giết chết Tự Đạo trên đường. Lúc này hai tể tướng xin từ chức, thái hoàng thái hậu cố lưu lại, phong Vương Dược là Bình chương quân quốc trọng sự, một tháng hai lần tới Kinh diên, năm ngày lên triều một lần; Trần Nghi Trung, Lưu Mộng Viêm đổi làm Tả, Hữu thừa tướng. Vương Dược đề nghị cho hai tể tướng ra đốc sư Ngô Môn, Trần Nghi Trung tìm cớ trì hoãn. Lúc này đại thần Lưu Cửu Cao dâng sớ kể tội Nghi Trung là bè đảng của Giả Tự Đạo và làm hỏng việc nước, Nghi Trung tức giận bỏ đi. Lưu Cử Cao liền bị tống vào ngục, thái hoàng thái hậu bảo mẹ Nghi Trung là Dương thị gọi Nghi Trung về. Còn Vương Dược xin bãi chức Bình chương, được đổi phong thiếu bảo, Quan Văn điện học sĩ, Lễ tuyền quan sứ, ít lâu sau thì qua đời.

### Nước mất nhà tan
Trương Thế Kiệt được cử làm Tổng đô đốc phủ chư quân, chống cự với quân Nguyên, Hạ Quý làm Xu mật phó sứ, Lưỡng Hoài tuyên phủ đại sứ; Chu Hoán hỗ trợ, Lý Đình Chi được lệnh về triều. Hạ Quý không phụng chiếu, Đình Chi không về. Trần Văn Long trở thành đồng Thiêm thư Xu mật viện sự thay cho Cao Tư Đắc, Văn Thiên Trường là Binh bộ thượng thư. Quân Nguyên lúc này đã tới rất gần. Khi đó quân Tống có thu phục lại một số đất đai nhưng chẳng thấm tháp vào đâu so với các phần đã bị mất.
Triều đình cử Văn Thiên Trường ra trấn thủ Bình Giang. Các tướng Tôn Hổ Thần, Khương Tài lần lượt bị chết; quân Nguyên chiếm Thái châu, Lữ Thành, Thường châu, chia quân vào Lâm An. Triều đình dùng Trương Thế Kiệt, Lưu Sư Dũng ra trận. Vào tháng 10 ÂL, Lưu Mộng Viêm và Trần Nghi Trung được phong làm Tả, Hữu thừa tướng Lúc đó các châu quận Giang Tây lần lượt thất thủ; Văn Thiên Trường và Trương Thế Kiệt tính kế, coi Hoài đông là tường chẳn, quyết giữ bằng được Mân, Quảng để tính kế khôi phục. Trần Nghi Trung lại không chấp nhận. Tả thừa tướng Lưu Mộng Viêm lúc này bỏ trốn luôn, triều đình dùng Ngô Kiên lên thay chức.
Đầu năm 1276, Bá Nhan tiến chiếm Bình Giang, Trương Thế Kiệt đưa quân về triều hộ vệ. Triều đình bắt đầu tính việc nghị hòa. Trần Nghi Trung sai Lục Tú Phu, Lã Sư Mạnh cùng Liễu Nhạc đến trại quân Nguyên xin nghị hòa, xưng nước bác nước cháu, nếu không thì là nước ông nước cháu chỉ xin bãi binh, Bá Nhan không nghe. Nghi Trung lại xin thái hoàng thái hậu dâng biểu cầu phong, xưng thần, cắt đất nộp thuế là 25 vạn, thái hậu đành phải chấp nhận. Khi đó Đàm châu đã thất thủ, Hồ Nam trấn phủ đại sứ Lý Phất tử tiết, quân Nguyên đã ở trước thành Lâm An. Trần Văn Long, Hoàng Dung cùng nhau bỏ trốn, triều đình lúc này chẳng còn bao nhiêu người.
Thái hoàng thái hậu sai Giám sát ngự sử Lưu Ba sang gặp Bá Nhan xin xưng thần, dâng tôn hiệu cho Nguyên chủ, cống nạp bạc lụa mỗi thứ 25 vạn, Bá Nhan không chịu, đòi vua tôi nhà Tống ra hàng. Văn Thiên Trường xin dùng Cát vương, Tín vương ra trấn giữ Mân Quảng để tính việc khôi phục. Ban đầu thái hoàng thái hậu không chịu, đến đây tông thất nhiều người cầu xin nên mới chấp nhận, đổi Cát vương Thị là Ích vương giữ Phúc châu, Tín vương Bính làm Quảng vương giữ Tuyền châu. Trần Nghi Trung dẫn đầu quần thần xin dời đô, thái hoàng thái hậu ban đầu không nghe nhưng sau suy nghĩ lại nên cho triệu Nghi Trung, Nghi Trung lại không đến. Văn Thiên Trường, Trương Thế Kiệt bàn việc tam cung ra biển, Nghi Trung từ chối và xin thái hoàng thái hậu sai giám sát ngự sử Dương Ứng Khuê đem ngọc tỉ truyền quốc đầu hàng, đồng ý bỏ đế hiệu chỉ xin bảo toàn tông miếu. Bá Nhan triệu Trần Nghi Trung đến bàn việc hàng phục nhưng ngay đêm đó Nghi Trung đã bỏ chạy về Ôn châu. Trương Thế Kiệt, Tô Lưu Nghĩa và Lưu Sư Dũng thấy triều đình chưa đánh đã hàng thì thất vọng, lên thuyền ra biển. Thái hoàng thái hậu cử Văn Thiên Trường làm Hữu thừa tướng kiêm Xu mật sứ, đô đốc chư lộ quân mã và để hai tướng Ngô, Văn sang Nguyên bàn bạc. Thiên Trường gặp Bá Nhan và nói
Bắc triều nếu coi Tống là một nước thì xin lui quân về Bình Giang hoặc Gia Hưng sau sẽ bàn tới việc khao sư triều cống. Bắc quân nếu toàn quân về nước là thượng sách. Nhược bằng muốn hủy tông miếu triều ta thì Hoài, Chiết, Mân, Quảng, dễ gì mà lấy được, có khi lại mang họa, thắng thua còn chưa biết.
Bá Nhan giữ Thiên Trường lại và để Ngô Kiên ra về, sai Mông Cổ Đại, Phạm Văn Hổ vào thành Lâm An quản lý công việc. Cử Trình Bằng Phi ép thái hoàng thái hậu đầu hàng. Tạ thái hậu sai Ngô Kiên làm Tả thừa tướng, Giả Dư Khánh làm Hữu thừa tướng và Gia Huyễn Ông đến gặp Bá Nhan xin sang Nguyên gặp Nguyên chủ. Bá Nhan để Ngô Kiên cùng Văn Thiên Trường lên bắc, còn mình đưa quân đến sông Tiền Đường. Thái hoàng thái hậu trong cung ngày đêm cầu khấn xin thần linh cho nước sông Tiền Đường dìm chết lũ quân Nguyên, nhưng lạ thay sóng lặng hơi trong ba ngày. Sau đó ít lâu, Bá Nhan đưa quân tiến vào trong thành Lâm An, lệnh tả hữu tuần thú trong thành, thu hết cổn miện, khuê bích, phù tỉ cùng các đồ vật trong cung, bảo ngoạn, xa lộ, liễn thừa, lỗ bộ, huy trượng... Bá Nhan lên núi Sư Tử, Vân Phong ngắm nhìn toàn cảnh Lâm An, sai Phạm Văn Hổ truy đuổi Ích vương và Cát vương ở Mân Quảng.
Thái hoàng thái hậu và Cung Đế muốn gặp Bá Nhan nhưng Bá Nhan nói mình chưa vào triều thì chưa nên làm lễ tương kiến. Sau đó sai Tháp Ha và Mạnh Kì vào cung tuyên chiếu của Nguyên chủ đưa Cung Đế và thái hậu lên bắc. Thái hậu khóc, bảo Cung Đế bái tạ, sau đó Cung Đế, Toàn thái hậu, Phúc vương Dữ Nhuế, Nghi vương Dữ Du, Độ Tông mẫu Long Quốc phu nhân Hoàng thị cùng Dương Trấn, Tạ Đường, Cao Ứng Tùng và ba thái học sinh cùng ra khỏi cung, lên miền bắc. Riêng thái hoàng thái hậu tuổi đã cao thì được ở lại Lâm An. Đó là ngày 4 tháng 2 năm 1276 - Tròn 316 năm sau ngày nhà Tống thành lập. Các đại thần triều Tống ở miền nam về sau hợp sức chống Nguyên, lập ra một triều đình lưu vong do Tống Đoan Tông Triệu Thị và sau đó là Tống đế Bính đứng đầu, tiếp tục chiến đấu với quân Nguyên và tồn tại đến năm 1279 thì bị diệt. Đó cũng là lúc kết thúc triều đại nhà Tống. Còn theo ý kiến của sử gia Tất Nguyên trong Tục tư trị thông giám thì triều Tống kết thúc từ đây, hai vị vua còn lại không được công nhận là hoàng đế Trung Hoa.

## Cuộc sống của vị vua vong quốc
Sau khi quân Nguyên đưa Cung Đế vượt sông, các đại thần Lý Đình Chi và Miêu Tái Thành tìm cách giải cứu cho ông nhưng thất bại. Tháng 3 ÂL năm đó, Cung Đế được đưa đến Đại Đô và đến tháng 5 ÂL thì đến Thượng Đô. Ngày Bính Thân, Cung Đế được đưa vào yết kiến Nguyên Thế Tổ Hốt Tất Liệt ở điện Đại An. Thế Tổ thương tình bé nhỏ vô tư nên rất hậu đãi, phong ông là Doanh quốc công, Khai phủ nghi đồng tam ti và gả công chúa, cho ông sống ở Đại Đô. Năm Chí Nguyên 19 (1289), Nguyên Thế Tổ theo lời tấu của Trung thủ tỉnh, dời Doanh quốc công đến Thượng Đô. Nguyên Thế Tổ muốn bảo toàn tông tộc triều Tống, vào tháng 10 ÂL năm 1288 đã hạ lệnh Doanh quốc công đến sống ở đất Thổ Phiên, có thuyết cho rằng ông tự muốn đến Thổ Phiên để nghiên cứu Phật giáo. Tháng 12 ÂL, ông được đến Thoát Tư Ma và sống trong chùa Tích Tát Tư Ca, hiệu là Mộc Ba giảng sư, sau trở thành trụ trì ở chùa này, pháp hiệu là Hợp Tôn. Trong thời gian làm nhà sư, Doanh quốc công đã có nhiều đóng góp to lớn với Phật giáo Trung Quốc, đặc biệt trong nửa cuộc đời còn lại của mình, ông chuyên tâm vào con đường dịch sách kinh của Phật giáo Tây Tạng thành tiếng Hoa để truyền bá cho dân tộc Trung Hoa về những giáo lý mới trong Phật giáo Lạt Ma Tây Tạng.
Vào giữa những năm Diên Hựu (1314 - 1320) đời Nguyên Nhân Tông, quốc vương Cao Ly là Trung Tuyên Vương lệnh Quyền Hán Công đi sứ nước Nguyên. Biết Doanh quốc công hiện vẫn còn sống, Trung Tuyên Vương sáng tác bài Doanh quốc công đệ bồn mai để vịnh về cuộc đời của ông.
Nhưng, ông không bao giờ quên mình là Hoàng đế của Nam Tống, bản thân ông căm thù Mông Cổ, nhưng bất lực, nên ông tiêu khiển bằng cách làm thơ. Các bài thơ của ông thể hiện sự ước ao yên bình cho triều đại Nam Tống của mình, thể hiện ý chí căm thù Mông Nguyên, quyết không phục họ; cũng vì vậy, mà bài thơ này đã chọc tức đến Hoàng đế Mông Nguyên. Theo Phật Tổ lịch đại thông tái thì vào năm Chí Trị thứ ba thời Nguyên Anh Tông (1323), tháng 4 ÂL, Doanh quốc công bị giết chết ở Hà Tây. Các sử gia thời nhà Minh cho rằng cái chết này là do văn thơ của ông kích động lòng tự tôn dân tộc ở người Hán, đánh động đến sự thống trị của chính quyền nhà Nguyên, do vậy ông bị khép tội xúi giục dân chúng mưu phản và bị chém đầu. Sách Sơn Am tạp lục dẫn thơ
Ký ngữ Lâm Hòa tĩnh
Mai khai kỉ độ hoa
Hoàng kim đài thượng khách
Vô phục đắc hoàn gia.
Sau đó Doanh quốc công đem những lời thơ này trao đổi với Uông Nguyên Lượng và cuối cùng bài thơ lọt vào tay vua Nguyên. Cũng trong tháng 4 năm 1323, Nguyên Anh Tông lại hạ lệnh điều tra các sư tăng trong nước để tìm ra những người có lời lẽ kích động như vậy mà trị tội.

## Hậu duệ

### Triệu Hoàn Phổ
Tống Cung Đế có với công chúa nhà Nguyên một con trai, đặt tên là Triệu Hoàn Phổ. Nhờ mẹ là công chúa mà Hoàn Phổ được triều Nguyên bảo toàn tính mệnh, kể cả sau khi Cung Đế bị Nguyên Anh Tông bức chết. Khi Hồng cân quân khởi nghĩa, triều đình không muốn Hoàn Phổ lọt vào tay nghĩa quân Hán tộc nên đã cho dời đến Đôn Hoàng gần biên cương và canh phòng cẩn mật. Sau này có Paul Pelliot và John Andrew Boyle đọc chương "Người kế thừa của Thành Cát Tư Hãn" trong sách Jami' al-tawarikh của Rashid-al-Din Hamadani thấy ghi chép về một "hoàng thân" người Trung Hoa được gọi là "Tống chủ" (宋主) bị nhà Nguyên truất ngôi, được làm phò mã của Hãn Mông Cổ.

### Nghi vấn về huyết thống với Nguyên Thuận Đế
Hậu thế có lời lan truyền về việc Nguyên Thuận Đế Thỏa Hoàn Thiếp Mộc Nhĩ chính là con trai nhỏ của Tống Cung Đế. Theo Thuận Đế kỉ trong Nguyên sử thì vào năm 1330, Thỏa Hoàn đã từng bị chú là Nguyên Văn Tông đày đến Cao Ly rồi Tĩnh Giang. Có lời đồn rằng việc Thuận Đế bị lưu đày là do ông ta không phải là dòng dõi triều Nguyên. Nguyên Văn Tông dẫn lời người chồng của nhũ mẫu Thỏa Hoàn rằng Thỏa Hoàn không phải là con của Nguyên Minh Tông Hòa Thế Lạt rồi bố cáo trong ngoài về việc này, sau đó lưu đày Thỏa Hoàn.
Sử gia Nhân quyền Hành vào cuối thời Nguyên, đầu thời Minh viết quyển Canh Thân ngoại sử, trong đó kể lại rằng lúc Doanh Quốc công ở chùa Thập Tự (tức Trương Dịch Đại tự) đã thành thân với một cô gái người Hồi Hồi. Tháng 4 ÂL năm Diên Hựu thứ 7 đời Nguyên Anh Tông (tức 25 tháng 5 năm 1320), Hồi Hồi nữ tử sinh một người con trai chính là Thỏa Hoàn Thiếp Mục Nhĩ. Lúc này con trai trưởng của Nguyên Vũ Tông là Chu vương Hòa Thế Lạt, tức Nguyên Minh Tông về sau, lưu vong ở miền Tây Bắc có ghé qua chùa này và gặp được người con trai nhỏ của Doanh Quốc công, cảm thấy vui mừng nên nhận làm con mình, sau đó lấy luôn người mẹ.
Vào thời Minh người ta bàn luận rất nhiều về sự việc này. Quyển Tứ Khố đề yếu viết vào thời nhà Thanh cho rằng việc Nguyên Thuận Đế là con của Tống Cung Đế thực ra chỉ là câu chuyện bịa đặt của những người dân Tống mất nước, họ níu giữ một hi vọng rằng người ngự trên ngai vàng vẫn mang dòng máu họ Triệu, còn bọn người thời Minh lại ra sức làm cho câu chuyện lan truyền rộng hơn. Các học giả cận đại lập luận rằng nếu câu chuyện có thật thì Doanh quốc công có lẽ trước lúc đến sống tại Cam châu đã từng đến địa giới Cát Tư, Cát Lợi của Khiêm Châu và lúc đó Chu vương Hòa Thế Lạt từ Thiểm Tây đến A Nhĩ Thái Sơn (Kim Sơn) lưu vong tại đất phong của Sát Hợp Đài là vùng tiếp cận với Khiêm châu.

## Các Tể tướng thời Cung Đế
1. Giả Tự Đạo: 1274
2. Vương Dược: 1274 - 1275
3. Trần Nghi Trung, Lưu Mộng Viêm: 1275
4. Văn Thiên Tường: 1275 - 1276

## Gia đình
- Cha: Tống Độ Tông Triệu Kì
- Mẹ: Toàn hoàng hậu
- Vợ:
  - Bột Nhi Chỉ Cân thị, con gái Hốt Tất Liệt, công chúa nhà Nguyên (ghi chép trong Sử tập của Lạp Thi Đặc phần kỷ Hốt Tất Liệt hãn, Lưỡng sơn mặc đàm của Trần Đình và Quốc các của Đàm Thiên).
- Con trai:
  - Triệu Hoàn Phổ. Đi tu, không rõ sinh mất. Thời kỳ thuộc niên hiệu Chí Chính sống ở Sa Châu.